# محمد سهيل
محمد سهيل (مواليد 11 يناير 1986 ) هو لاعب كرة قدم. يلعب مع منتخب البرازيل لكرة القدم . سبق له أن لعب في كأس العالم لكرة القدم مع منتخب بلاده.

## روابط خارجية
- محمد سهيل على موقع الاتحاد الدولي (مؤرشف)  (الإنجليزية)
- محمد سهيل على موقع قاعدة بيانات كرة القدم.إي يو (الإنجليزية)
- محمد سهيل على موقع ناشيونال فوتبول تيمز (الإنجليزية)
- محمد سهيل على موقع عالم كرة القدم.نت (الإنجليزية)